# ONE'S BEST
株式会社ONE'S BEST（ワンズベスト）は、日本・東京都港区に本社を置く情報の複業プラットフォームの会社である。

## 創業の理念
創業者は根本晴人。大学在学中より起業をスタートし様々なビジネスを展開する中、格差や派閥が生まれるピラミッド構造型の世の中に疑問を感じ、2年間の構想期間を経て、円形型のプラットフォームビジネスモデルを立案。そのビジネスモデルを形にするため、2007年5月30日に株式会社ONE'S BESTを設立。
時代の流れと共存し、人と人、企業と企業、国家と国家が助け合いを重視し、格差や争いが起こらない社会作りを目指す。

（メディア出演、取材記事）
日経新聞「私の道しるべ」根本晴人
世界3大ビジネス雑誌『News week 』根本晴人
世界最大の新聞社『ウォールストリートジャーナル』根本晴人
テレビ出演 BS11 『For JAPAN』根本晴人

## 概要
約4000名以上（2022年2月現在）のビジネスパートナーの協力で世の中の情報を収集し、精査された良いサービスを拡散する日本初の複業プラットフォームを展開する。業界初や業界最安値の商材など、数百種類以上の厳選されたサービスを取り扱う。
法人向けに、経費削減、従業員活性化、売上向上のサービスを、個人向けには一人一人のニーズ解決に必要な専門知識を有したカウンセラーやコンサルタントによるライフカウンセリングを行っている。
経営革新計画の承認企業である。

## 経営支援コンサルティングサービスの一例

### 経費削減サービス
- 携帯電話の格安特別プラン
- 秒課金固定電話
- レーザー複合機・費用見直し
- 銀行振り込み手数料削減
- エレベーター保守費削減
- 車関係・各種コーポレートカード
- 法人限定・家賃適正化
- 電気費用削減
- 水道費用削減
- ガス料金削減

### 従業員活性化サービス
- 弁護士費用保険
- 各種保険・福利厚生
- 給与前払いシステム
- ウォーターサーバー
- 水素水生成器
- 人財採用支援
- 資産形成
- 副業解禁対策

### 売上向上・保全サービス
- 火災保険申請サポート
- 情報セキュリティー
- ネット風評被害対策
- 自動音声コール
- 自動ファックスDM
- 助成金申請サポート
- 新事業立案支援
- 各種決済ソリューション
- 会計・人事労務
- サイト・販促物作成
- 自社アプリ制作
- SNS集客Aistagram
- WEB集客対策